# 8. Luftwaffen-Felddivision
Die 8. Luftwaffen-Felddivision war ein militärischer Verband der Wehrmacht während des Zweiten Weltkrieges. 

## Geschichte

### Aufstellung
Sie wurde am  29. Oktober 1942 unter dem Kommando des XIII. Fliegerkorps aus überschüssigem Personal der Luftwaffe auf dem Truppenübungsplatz Mielau in Ostpreußen aufgestellt.

### Verlegung an die Ostfront
Von Dezember 1942 bis März 1943 war die Division an der deutsch-sowjetischen Front im Einsatz. 

### Stalingrad
Sie kämpfte, nachdem die 6. Armee bei der Schlacht von Stalingrad eingekesselt wurde, südwestlich des Kessels, um den Vormarsch der Roten Armee aufzuhalten. 

### Vernichtung
In den Abwehrkämpfen erlitt die Division schwere Verluste. Nach den Kämpfen bei Taganrog war der Verband fast vollständig aufgerieben.

### Verwendung der Reste der Division
Im Mai 1943 schließlich aufgelöst, wurde der Rest der Soldaten zur 15. Luftwaffen-Felddivision überstellt.

## Kommandeure
- Generalmajor Hans Heidemeyer (29. Oktober 1942 – 1. Februar 1943)
- Oberst Kurt Hähling (1.–15. Februar 1943), war von 1953 bis 1963 für die NDPD Abgeordneter des Bezirkstages Dresden und stellvertretender Vorsitzender seiner Partei
- Oberst Willibald Spang (15. Februar – März 1943)